# Wafa Mattoussi
Pour les articles homonymes, voir Mattoussi.
Wafa Mattoussi est une gymnaste artistique tunisienne.

## Biographie
Wafa Mattoussi remporte aux championnats d'Afrique 2006 au Cap la médaille de bronze par équipes.